# Vườn quốc gia Garamba
Vườn quốc gia Garamba là một vườn quốc gia nằm tại đông bắc của Cộng hòa Dân chủ Congo. Được thành lập năm 1938, nó là một trong số những vườn quốc gia lâu đời nhất châu Phi đã được UNESCO công nhận là Di sản thế giới. Garamba được quản lý bởi Cơ quan Công viên Châu Phi hợp tác với Viện Bảo tồn thiên nhiên Cộng hòa Dân chủ Congo (ICCN) kể từ năm 2005.

## Tổng quan
Vườn quốc gia Garamba được thành lập vào năm 1938 với diện tích 4.900 km2 (1.900 dặm vuông Anh) nằm ở phía đông bắc Cộng hòa Dân chủ Congo. Nó tiếp giáp với Nam Sudan và là một phần của hệ sinh thái Trảng cỏ Sudan. Đây là một trong những khu vực được bảo vệ lâu đời nhất châu Phi. Garamba nằm giữa vùng chuyển tiếp của hai trung tâm đặc hữu là trảng cỏ Guinea-Congo và Guinea-Sudan. Hai khu vực này hỗ trợ môi trường sống cho rất nhiều các loài động vật hoang dã đã trải qua sự suy giảm số lương loài trong những thập kỷ gần đây vì nạn săn bắn trộm.
Garamba được quản lý bởi Công viên Châu Phi, một tổ chức phi lợi nhuận như là một phần của quan hệ đối tác với Viện Bảo tồn thiên nhiên Cộng hòa Dân chủ Congo kể từ năm 2005. Kiểm lâm của ICCN được tăng cường bởi quân nhân của Lực lượng vũ trang Cộng hòa Dân chủ Congo nhằm bảo vệ vườn quốc gia này trước nạn săn bắn trộm và nhóm phiến quân.

## Động thực vật

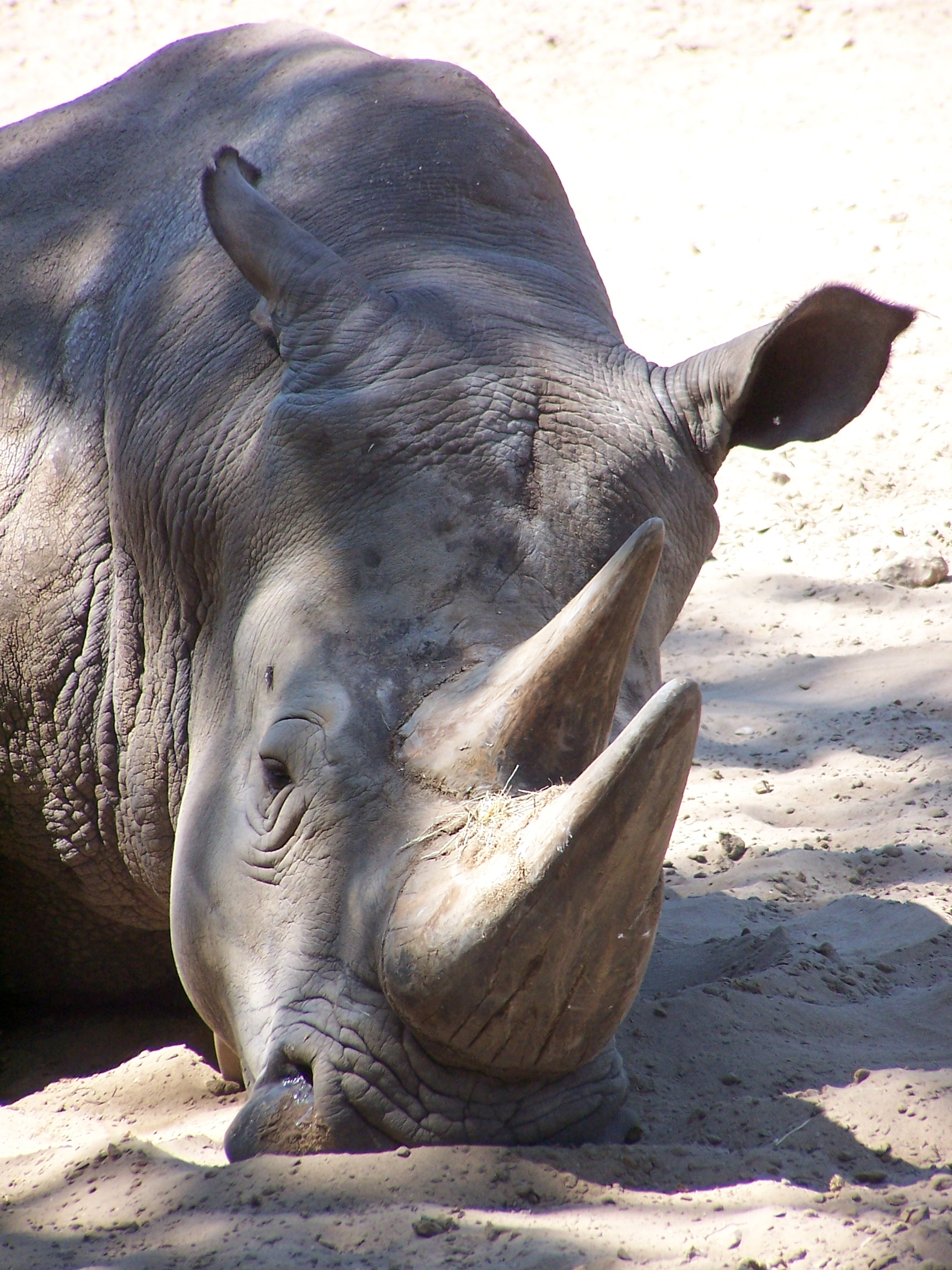
Bức ảnh chụp Whi, một con tê giác trắng đực đang nghỉ ngơi trong bóng râm.

Phần lớn vườn quốc gia là đồng cỏ thảo nguyên với mật độ thấp những cây Keo. Một số loài cỏ tại đây có thể cao đến 10 foot (3,0 m).
Garamba là môi trường sống quan trọng của nhiều loài động vật hoang dã gồm nhiều loài Linh dương khác nhau, cũng như Trâu rừng, Voi, Linh cẩu, Lợn rừng lớn, Hươu cao cổ, Hà mã, Sư tử. Vườn quốc gia là nơi tồn tại quần thể Hươu cao cổ Kordofan duy nhất tại Cộng hòa Dân chủ Congo, một loài bị đe dọa ở mức cực kỳ nguy cấp do bị săn bắn trộm. Ước tính chỉ còn ít hơn 50 cá thể loài này. Ngoài ra, đây cũng là một trong số những nơi có quần thể voi lớn nhất đất nước. Vườn quốc gia ghi nhận là có 138 loài động vật có vú, 286 loài chim, bao gồm cả loài Diều ăn rắn đang bị đe dọa.
Những con voi tại vườn quốc gia được coi là loài lai giữa Voi đồng cỏ và Voi rừng châu Phi. Nạn săn bắn trộm đã khiến số lượng của chúng giảm dần trong những thập kỷ gần đây. Ước tính năm 2011 chỉ còn khoảng 2.800 cá thể nhưng đến năm 2017 chỉ còn ít hơn 2.000 con, một sự suy giảm đáng kể khi số lượng voi ước tính năm 1960 đến 1970 từng là 20.000 con. Thống kê năm 2012 đã có 22 con voi bị giết hại, và chỉ trong vòng hai tháng năm 2014 đã có tới 68 con voi bị những kẻ săn trộm giết.
Quần thể hươu cao cổ cũng được ghi nhận là có sự suy giảm đáng kể. Theo Mongabay, số lượng loài năm 1976 là 300 con, nhưng năm 2008 chỉ còn hơn 100 con. Theo The Times thì chỉ còn 35 cá thể hươu cao cổ vào năm 1993 và 86 con vào năm 2007. Con số thống kê của The Christian Science Monitor là 86 con hươu cao cổ Kordofan vào năm 2003 và chỉ còn 38 con vào năm 2016.
Vườn quốc gia từng có quần thể Tê giác trắng phương bắc hoang dã cuối cùng, với chỉ 15 cá thể được thống kê vào những năm 1980. Chính vì vậy mà vườn quốc gia đã bị liệt vào Danh sách di sản thế giới bị đe dọa kể từ năm 1984. Trong năm 2003–2004, số lượng tê giác từ 20-25 con.